# Rouperroux-le-Coquet
Rouperroux-le-Coquet är en kommun i departementet Sarthe i regionen Pays de la Loire i nordvästra Frankrike. Kommunen ligger i kantonen Bonnétable som tillhör arrondissementet Mamers. År 2022 hade Rouperroux-le-Coquet 270 invånare.

## Befolkningsutveckling
Antalet invånare i kommunen Rouperroux-le-Coquet
| Referens: INSEE |